# Antiche unità di misura del circondario di Levante

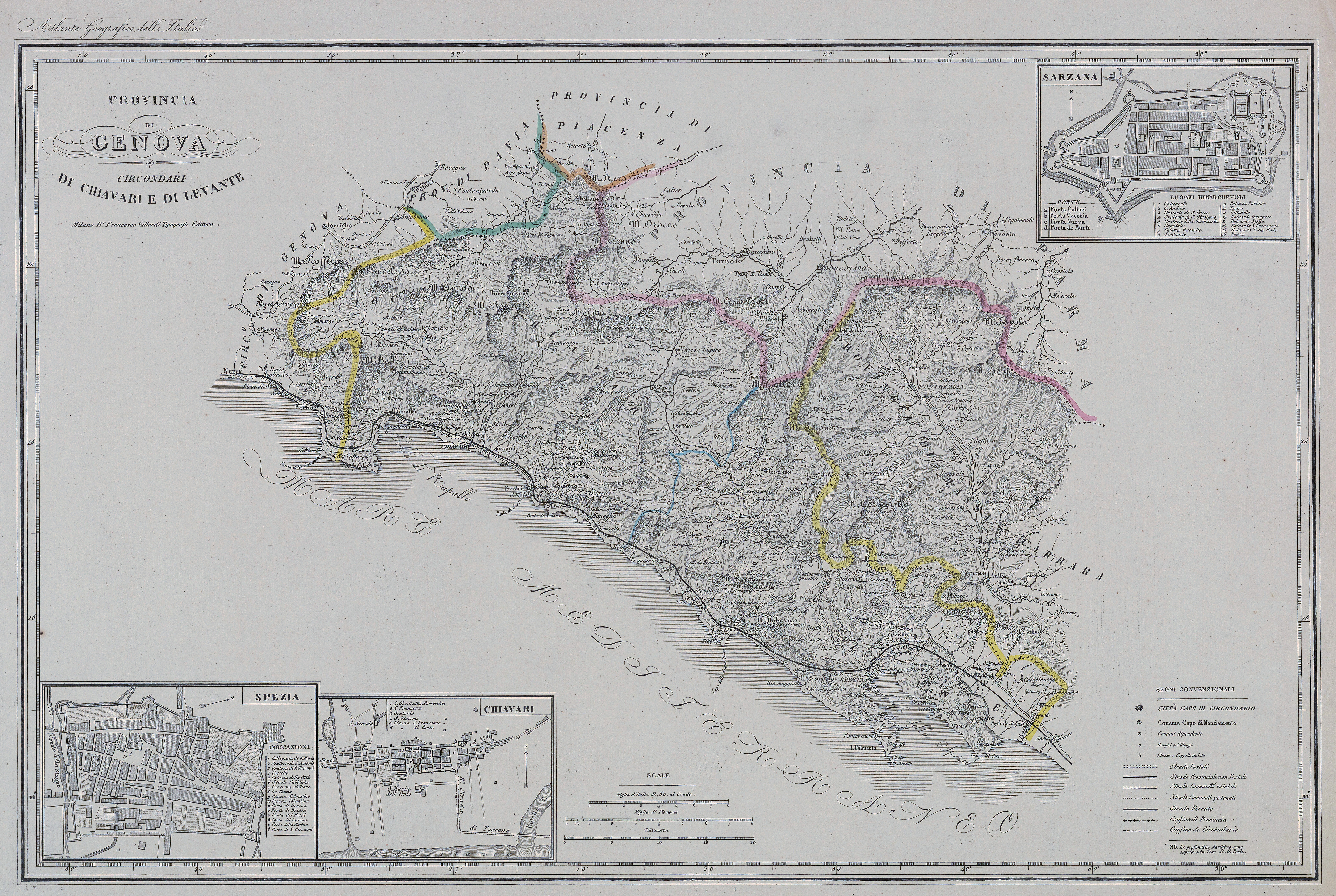
Mappa con indicazione dei confini del circondario di Levante nel 1865 circa

Sono qui riportate le conversioni tra le antiche unità di misura in uso nel circondario di Levante e il sistema metrico decimale, così come stabilite ufficialmente nel 1877.
Nonostante l'apparente precisione nelle tavole, in molti casi è necessario considerare che i campioni utilizzati (anche per le tavole di epoca napoleonica) erano di fattura approssimativa o discordanti tra loro.

## Misure di lunghezza
| Comuni                                            | Denominazione    | Valore   | Unità |
| ------------------------------------------------- | ---------------- | -------- | ----- |
| Tutti i comuni                                    | Cannella         | 2,977000 | m     |
| Tutti i comuni                                    | Palmo            | 0,248083 | m     |
| Tutti i comuni                                    | Passetto         | 0,744250 | m     |
| Vezzano, Arcola, Follo, Lerici, Stebiano, Ameglia | Canna o cannella | 4,961667 | m     |
| Sarzana, Bollano, Santo Stefano Magra             | Canna lunga      | 4,985000 | m     |
| Sarzana, Bollano, Santo Stefano Magra             | Palmo            | 0,249250 | m     |
| Sarzana, Bollano, Santo Stefano Magra             | Canna corta      | 4,872000 | m     |
| Sarzana, Bollano, Santo Stefano Magra             | Palmo            | 0,243600 | m     |
| Castelnuovo, Ortonovo                             | Canna            | 4,538420 | m     |
| Castelnuovo, Ortonovo                             | Palmo            | 0,252134 | m     |

La cannella, base delle misure di superficie e di volume è di 12 palmi. Il palmo si divide in 12 once, l'oncia in 12 punti, il punto in 12 atomi.
Il passetto, tre palmi genovesi, serve per la misura delle stoffe, e si divide in terzi, quarti, ecc.
Negli ultimi anni a questo passetto se ne sostituiva ordinariamente uno eguale a metri 0,75.
La canna o cannella di Vezzano si divide in 20 palmi genovesi e si usa solamente por la misura dei terreni situati nelle vicinanze del fiume Magra.
La canna lunga e la canna corta di Sarzana si dividono in 20 palmi, il palmo in 12 once, l'oncia in 12 punti, il punto in 12 atomi.
La canna lunga si usava come base delle misure agrarie. La canna corta serviva solamente per le misure dello alluvioni del fiume Magra.
La canna di Castelnuovo, che serve di base alle misure agrarie, si divide in 18 palmi, il palmo in 12 once, l'oncia in 12 punti, il punto in 12 atomi.
Negli ultimi anni in cui fu in uso la misura antica locale, per tacito consenso e por semplificazione di relazioni si introdusse il sistema di sostituire alle canne locali di Sarzana una canna di 5 metri, ed alla canna di Castelnuovo una canna di metri 4,50, e così abbandonati i palmi particolari di Sarzana e Castelnuovo, non si ebbe più che un palmo unico ragguagliato a centimetri 25.

## Misure di superficie
| Comuni                                | Denominazione      | Valore   | Unità |
| ------------------------------------- | ------------------ | -------- | ----- |
| Tutti i comuni                        | Cannella quadrata  | 8,862529 | m²    |
| Tutti i comuni                        | Palmo quadrato     | 0,061545 | m²    |
| Tutti i comuni                        | Palmo superficiale | 0,738544 | m²    |
| Mandamento di Spezia                  | Quarto             | 886,2529 | m²    |
| Mandamenti di Levanto e Godano        | Tavola             | 35,4501  | m²    |
| Vezzano, Lerici                       | Giova              | 3692,72  | m²    |
| Vezzano, Lerici                       | Canna quadrata     | 24,6181  | m²    |
| Vezzano, Lerici                       | Palmo superficiale | 1,2309   | m²    |
| Sarzana, Santo Stefano Magra, Bollano | Giova              | 3727,53  | m²    |
| Sarzana, Santo Stefano Magra, Bollano | Canna quadrata     | 24,8502  | m²    |
| Sarzana, Santo Stefano Magra, Bollano | Giova              | 4119,45  | m²    |
| Sarzana, Santo Stefano Magra, Bollano | Canna quadrata     | 20,5973  | m²    |

La cannella quadrata si divide in 144 palmi quadrati, il palmo quadrato in 144 once quadrate.
La cannella quadrata, come misura agraria, si divide in 12 palmi superficiali, il palmo superficiale in 12 once superficiali.
Il quarto, misura agraria, è di 100 cannelle quadrate genovesi, in uso in tutto il circondario.
La tavola di Levanto è un quadrato avente due cannelle di Genova per lato.
La tavola, misura agraria, si divide in metà e quarti.
Il quarto, ossia la cannella quadrata, si divide in 144 palmetti o palmi quadrati.
La giova di Vezzano è di 150 canne quadrate. La canna si intende quella di 20 palmi di Genova.
La giova si divide anche in 100 solchi di 600 palmi quadrati ciascuno.
Il solco vale are 0,369272.
La canna quadrata si divide in 20 palmi superficiali, ed il palmo superficiale in 12 once superficiali.
Questa divisione però della canna quadrata in 20 palmi superficiali e del palmo in 12 once superficiali era da qualche tempo andata in disuso.
La giova di Sarzana è di 150 canne quadrate, e si divide in 4 quartieri.
La canna quadrata ha per lato la canna lunga di 20 palmi equivalente a metri 4,985, e si divide in 400 palmi quadrati.
La giova di Castelnovo è di 200 canne quadrate, e si divide in 4 quartieri.
La canna quadrata, avente per lato la canna di 18 palmi propria di questi comuni, si divide in 324 palmi quadrati.

## Misure di volume
| Comuni                                | Denominazione          | Valore    | Unità |
| ------------------------------------- | ---------------------- | --------- | ----- |
| Tutti i comuni                        | Cannella cuba genovese | 26383,749 | L     |
| Tutti i comuni                        | Palmo cubo genovese    | 15,268373 | L     |
| Tutti i comuni                        | Cannella di volume     | 4397,291  | L     |
| Tutti i comuni                        | Palmo di volume        | 137,415   | L     |
| Sarzana, Santo Stefano Magra, Bollano | Cannella di volume     | 4459,662  | L     |
| Sarzana, Santo Stefano Magra, Bollano | Passetto cubo          | 418,089   | L     |
| Sarzana, Santo Stefano Magra, Bollano | Palmo cubo             | 15,484796 | L     |
| Castelnovo, Ortonovo                  | Cannella di volume     | 4616,247  | L     |
| Castelnovo, Ortonovo                  | Passetto cubo          | 432,773   | L     |
| Castelnovo, Ortonovo                  | Palmo cubo             | 16,028635 | L     |

La cannella cuba genovese è di 1728 palmi cubi, e si usa nella misura dei muri, delle pietre e dei legnami.
Il palmo cubo genovese è di 1728 once cube, e l'oncia cuba di 1728 punti cubi.
La cannella di volume è rappresentata da un parallelepipedo rettangolo che ha 144 palmi quadrati di Genova per base e due palmi d'altezza; e si adopera nella misura dei muri, delle pietre e dei legnami.
Per la misura del marmo si usa il palmo genovese cubo.
Il palmo di volume è rappresentato da un parallelepipedo rettangolo che ha 9 palmi quadrati di base ed un palmo di altezza: e si divide in 12 once di volume.
L'oncia di volume equivale a 3/4 di palmo cubo.
La cannella di volume di Sarzana è di 32 palmi di volume, ed è rappresentata da un parallelepipedo rettangolo avente 144 palmi quadrati di base e due palmi d'altezza.
L'unità lineare che le serve di base è il palmo della canna di Sarzana.
Il palmo di volume corrisponde a 9 palmi cubi.
Il passetto cubo di Sarzana e quello di Castelnovo si dividono in 27 palmi cubi.
La cannella di volume di Castelnovo è di 288 palmi cubi e si divide in 32 palmi di volume corrispondenti ciascuno a 9 palmi cubi.

## Misure di capacità per gli aridi
| Comuni                                                | Denominazione | Valore   | Unità |
| ----------------------------------------------------- | ------------- | -------- | ----- |
| Tutti i comuni                                        | Secchia       | 29,13295 | L     |
| Sarzana, Castelnovo, Ortonovo, Santo Stefano, Bollano | Secchia       | 24,6800  | L     |

La secchia corrisponde alla quarta parte della mina genovese ossia allo staro di Genova.
La secchia si divide in 2 quarti, il quarto in 12 quartetti. Il quartetto è uguale alla gombetta di Genova.
Queste misure si usavano colme quando si adoperavano per noci, castagne, olive, ecc.
La secchia di Sarzana si divide in 2 quarti, il quarto in 4 quartette, la quartetta in 2 mezze quartette.
Queste misure si usavano colme quando si impiegavano a misurar noci, castagne, olive.

## Misure di capacità per i liquidi
| Comuni | Denominazione       | Valore   | Unità |
| --- | ------------------- | -------- | ----- |
| Tutti i comuni                                                                                                  | Mezzarola genovese  | 159,0000 | L     |
| Tutti i comuni                                                                                                  | Quarterone genovese | 0,511560 | L     |
| Tutti i comuni                                                                                                  | Barile da vino      | 40,1200  | L     |
| Tutti i comuni                                                                                                  | Amola               | 0,990617 | L     |
| Tutti i comuni                                                                                                  | Barile da olio      | 64,1920  | L     |
| Tutti i comuni                                                                                                  | Quarterone savonese | 0,501500 | L     |
| Sarzana, Castelnovo, Ortonovo, Santo Stefano                                                                    | Barile da vino      | 43,0200  | L     |
| Sarzana, Castelnovo, Ortonovo, Santo Stefano                                                                    | Quartuccio da olio  | 0,372900 | L     |
| Levanto, Bonassola, Borghetto, Carrodano, Deiva, Framura, Monterosso, Pignone, Godano, Brugnato, Carro, Zignago | Barile              | 42,2000  | L     |
| Levanto, Bonassola, Borghetto, Carrodano, Deiva, Framura, Monterosso, Pignone, Godano, Brugnato, Carro, Zignago | Amola               | 1,020967 | L     |

La mezzarola genovese, misura da vino, si divide in 2 barili, il barile in 90 amole.
Il quarterone genovese da olio si divide in 6 misurette.
128 quarteroni genovesi da olio formano il barile genovese da olio.
Il barile da vino, usato specialmente nei mandamenti di Spezia, Lerici e Vezzano, si divide in 40 amole, l'amola in 2 mezzette, la mezzetta in 2 quartucci.
L'amola si divide anche in 3 terzetti.
Il barile da vino si soleva fare di amole 40 1/2 dietro uso invalso di aumentare il barile di 1/80 del suo valore.
Il barile da olio, usato pure specialmente nei tre accennati mandamenti si divide in 4 quarti, il quarto in 2 ottavi, l'ottavo in 16 quarteroni, il quarterone in 6 coppelli, il coppello in 6 coppelletti.
Il barile di Sarzana si divide in 20 fiaschi, il fiasco in 3 mezzette, la mezzetta in 2 quartucci da vino.
Questo barile si divide talvolta anche in 30 boccali, e questo boccale è adoperato nel comune di Bollano per la vendita del vino al minuto.
Il quartuccio da olio di Sarzana si usa per le vendite al minuto; quelle all'ingrosso si fanno a peso.
Il barile di Levanto, misura da vino, è detto di 40 amole, e ne contiene effettivamente 41 1/3 essendo invalso l'uso di dare al barile effettivo una capacità maggiore di 1/30 della sua capacita nominale.
L'amola si divide in 3 terzetti oppure in 4 quartucci.

## Pesi
| Comuni | Denominazione                 | Valore   | Unità |
| --- | ----------------------------- | -------- | ----- |
| Tutti i comuni                                                                                                  | Rubbo di peso grosso          | 7,94160  | kg    |
| Tutti i comuni                                                                                                  | Libbra di peso grosso         | 317,664  | g     |
| Tutti i comuni                                                                                                  | Rubbo di peso sottile         | 7,91875  | kg    |
| Tutti i comuni                                                                                                  | Libbra di peso sottile        | 316,750  | g     |
| Sarzana, Castelnovo, Ortonovo, Santo Stefano, Bollano                                                           | Rubbo                         | 8,23550  | kg    |
| Sarzana, Castelnovo, Ortonovo, Santo Stefano, Bollano                                                           | Libbra                        | 329,420  | g     |
| Levanto, Bonassola, Borghetto, Carrodano, Deiva, Framura, Monterosso, Pignone, Godano, Brugnato, Carro, Zignago | Barile di peso                | 60,816   | kg    |
| Sarzana, Castelnovo, Ortonovo, Santo Stefano                                                                    | Barile per olio fino depurato | 57,64850 | kg    |
| Sarzana, Castelnovo, Ortonovo, Santo Stefano                                                                    | Barile per olio non purgato   | 59,29560 | kg    |

Il rubbo si divide in 25 libbre, la libbra in 12 once, l'oncia in 8 ottavi, l'ottavo o dramma in 3 danari, il denaro o scrupolo in 24 grani.
Sei rubbi fanno il cantaro che si divide in 100 rotoli eguali ciascuno a libbre 1 1/2.
Il rubbo di Sarzana si divide in 25 libbre, la libbra in 12 once, l'oncia in 24 danari, il danaro in 24 grani.
Sei rubbi fanno il cantaro.
Il rubbo di Sarzana si ottiene aumentando di 1/25 il rubbo di Genova peso sottile; in egual modo si deducono le sue suddivisioni dai pesi di Genova che loro corrispondono.
Il barile di peso di Levanto si usava per la vendita dell'olio all'ingrosso, e corrisponde a 192 libbre di Genova, peso sottile.
Il barile da olio fino di Sarzana è di 175 libbre di Sarzana.
Il barile da olio non depurato di Sarzana e di 180 libbre di Sarzana.
In Santo Stefano Magra si usava il solo barile di 180 libbre di Sarzana per tutte le qualità d'olio, depurate o no.

## Territorio
Nel 1874 nel circondario di Levante erano presenti 28 comuni divisi in 6 mandamenti.
- Godano • Brugnato, Carro, Godano, Zignago
- Lerici • Ameglia, Lerici
- Levanto • Bonassola, Borghetto di Vara, Carrodano, Deiva, Framura, Levanto, Monterosso al Mare, Pignone, Vernazza
- Sarzana • Bollano, Castelnuovo di Magra, Ortonovo, Santo Stefano di Magra, Sarzana
- Spezia • Beverino, Portovenere, Riccò del Golfo di Spezia, Riomaggiore, Spezia
- Vezzano Ligure • Arcola, Follo, Vezzano Ligure